# George B. Loring

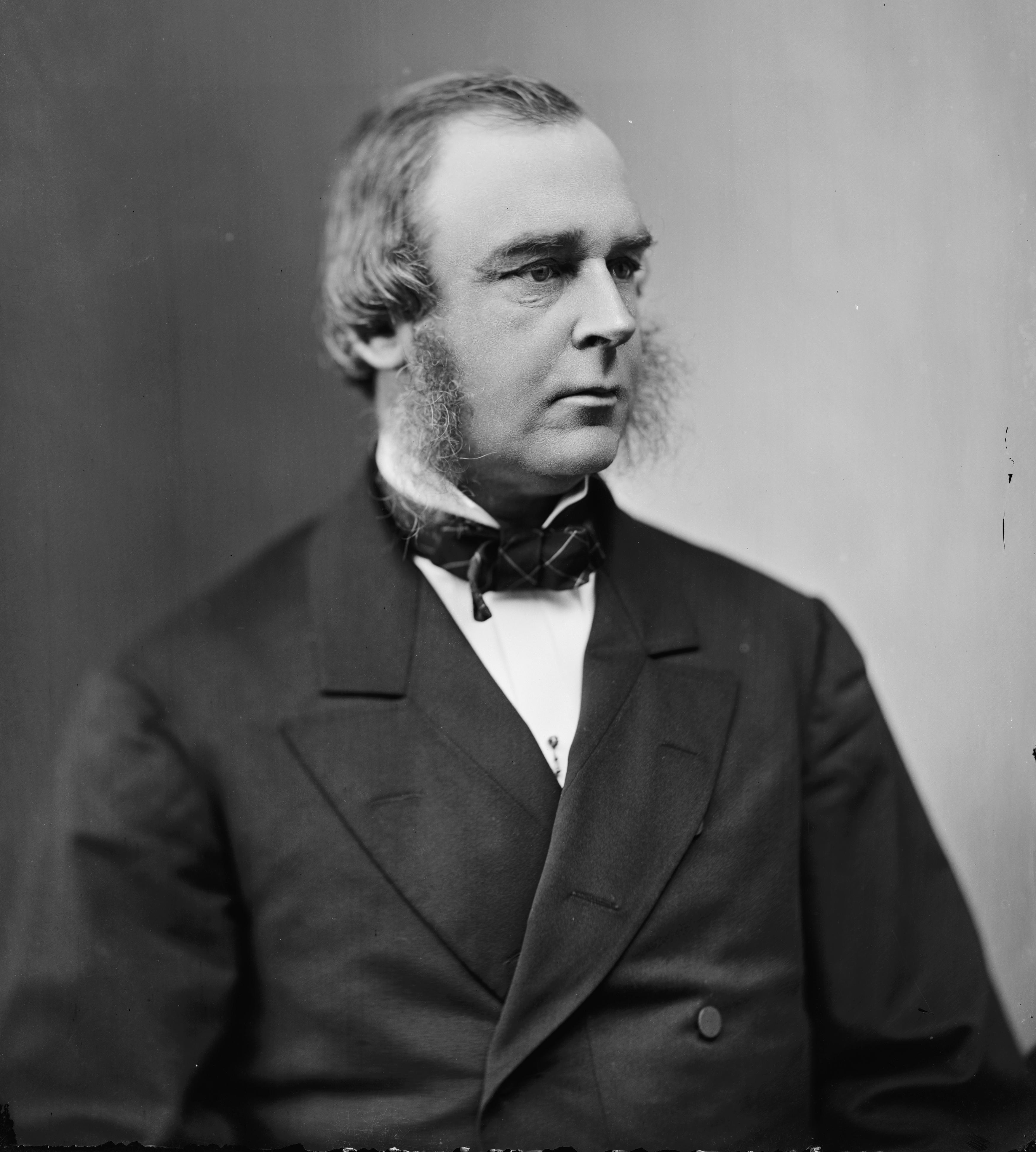
George B. Loring

George Bailey Loring (* 8. November 1817 in North Andover, Essex County, Massachusetts; † 14. September 1891 in Salem, Massachusetts) war ein US-amerikanischer Politiker. Zwischen 1877 und 1881 vertrat er den Bundesstaat Massachusetts im US-Repräsentantenhaus.

## Werdegang
George Loring besuchte die Franklin Academy in Andover und unterrichtete danach selbst für einige Zeit als Lehrer. Gleichzeitig studierte er bis 1838 an der Harvard University. Nach einem anschließenden Medizinstudium an derselben Universität und seiner 1842 erfolgten Zulassung als Arzt begann er für einige Zeit in North Andover in diesem Beruf zu arbeiten. Zwischen 1843 und 1850 war er Arzt am Marinekrankenhaus in Chelsea. Ferner fungierte er von 1842 bis 1844 als medizinischer Betreuer des siebten Regiments der Staatsmiliz von Massachusetts. Im Jahr 1849 wurde er mit der Ausarbeitung von Reformplänen für das Krankenhaussystem der United States Navy betraut. Seit 1851 lebte er in Salem, wo er von 1853 bis 1858 Posthalter war.
Politisch war Loring vor dem Bürgerkrieg Mitglied der Demokratischen Partei. Während des Krieges wechselte er zu den Republikanern. In den Jahren 1866 und 1867 war er Abgeordneter im Repräsentantenhaus von Massachusetts. Zwischen 1869 und 1876 war er Staatsvorsitzender des Republikanischen Partei in Massachusetts. Von 1873 bis 1876 gehörte er dem Senat von Massachusetts an, dessen Präsident er war. In den Jahren 1868, 1872 und 1876 nahm Loring als Delegierter ab den jeweiligen Republican National Conventions teil, auf denen Ulysses S. Grant sowie später Rutherford B. Hayes als Präsidentschaftskandidaten nominiert wurden. Im Jahr 1872 wurde er Bundesbeauftragter für den Staat Massachusetts für die 1876 geplante 100-Jahr-Feier der amerikanischen Unabhängigkeit.
Bei den Kongresswahlen des Jahres 1876 wurde Loring im sechsten Wahlbezirk von Massachusetts in das US-Repräsentantenhaus in Washington, D.C. gewählt, wo er am 4. März 1877 die Nachfolge von Charles Perkins Thompson antrat. Nach einer Wiederwahl konnte er bis zum 3. März 1881 zwei Legislaturperioden im Kongress absolvieren. Im Jahr 1880 wurde er von seiner Partei nicht mehr zur Wiederwahl nominiert. Zwischen 1881 und 1885 amtierte Loring als Landwirtschaftsbeauftragter der Bundesregierung. In den Jahren 1889 und 1890 war er als Nachfolger von Edward Parke Custis Lewis amerikanischer Gesandter in Portugal. Er starb am 14. September 1891 in Salem.